# ED50

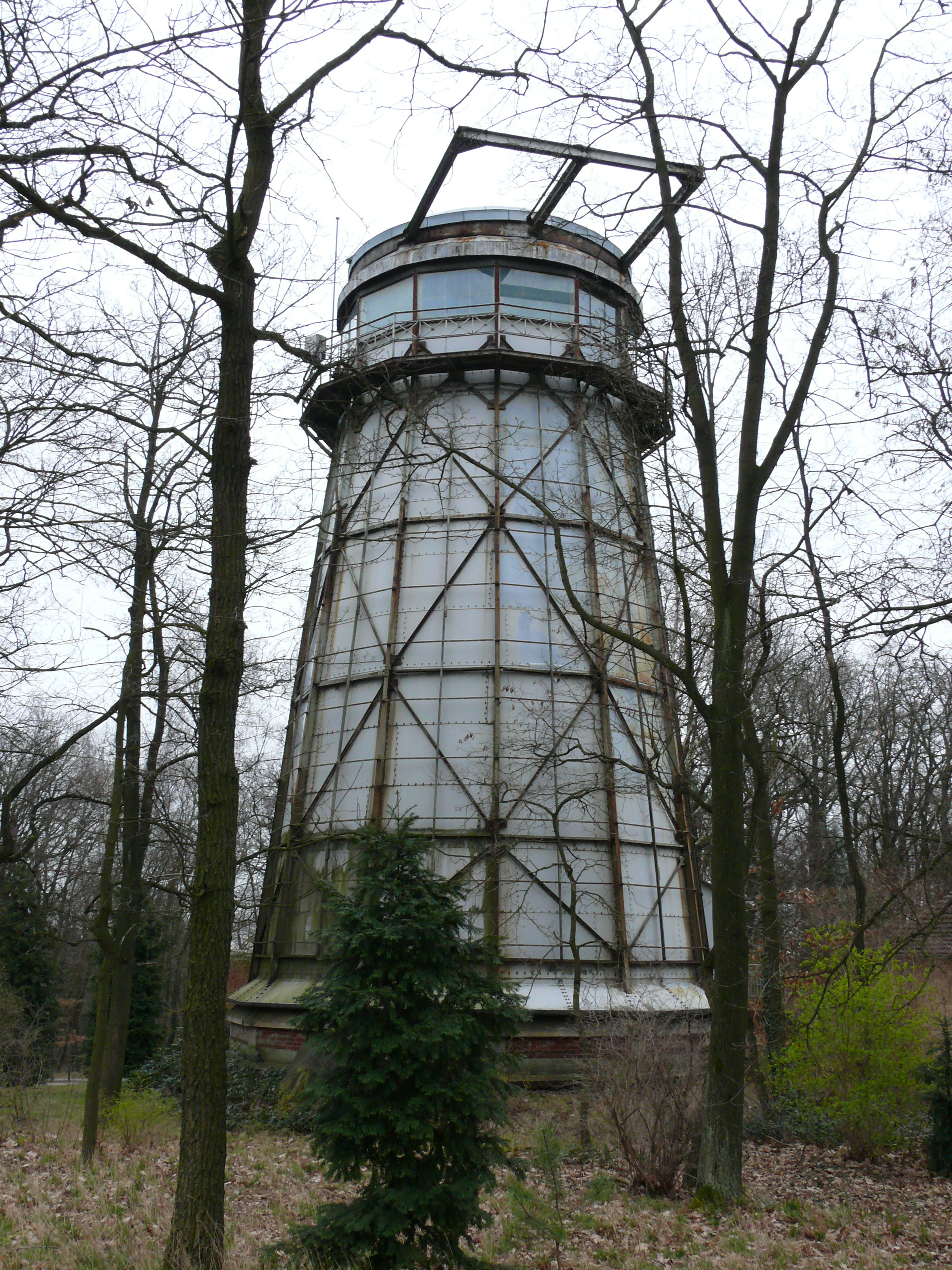
Torre di Helmert a Potsdam

ED50 è un Datum geodetico definito dopo la seconda guerra mondiale allo scopo di uniformare le reti geodetiche di vari paesi del nord Europa che risultavano al tempo incompatibili e rendevano quindi complicata la definizione di confini concordemente riconosciuti.
Il Nome ED50 sta per European Datum 1950 e definisce il sistema geodetico, riferito ai dati misurati nel 1950.
L'ellissoide di riferimento associato a questo sistema è l'ellissoide internazionale Hayford orientato a Potsdam (Torre di Helmert).
Le coordinate del punto di emanazione sono:
- Latitudine:  52°22'51,4456" Nord
- Longitudine: 13°03'58,9283" Est

Il meridiano fondamentale è quello di Greenwich. La rete geodetica associata è quella derivata dalle reti degli Stati europei compensate in blocco. Viene utilizzata in Italia per la suddivisione dei fogli dell'IGM di nuova produzione.